# Franz Sautner
Franz Sautner (* 22. März 1872 in Reichenau an der Maltsch, Böhmen; † 30. Mai 1945 in Rodaun bei Wien) war ein österreichischer Genremaler und Bildhauer.

## Leben
Sautner studierte an der Akademie der bildenden Künste in Wien und stellte seine Werke u. a. auf der Jubiläumsausstellung der Wiener Kunstgemeinschaft im Jahr 1929 aus. Sautner war Mitglied des Albrecht-Dürer-Vereins, des Wiener Künstlerverbandes österreichischer Bildhauer und der Gemeinschaft bildender Künstler nach 1938.
Sein Grabmal befindet sich am Friedhof Rodaun, Teil A, Nummer 482.

## Werke (Auszug)
- Bildnisbüste Kaiser Karl I., 1916, Eisen(hohlguss), 11,5 × 7 × 21 cm, Heeresgeschichtliches Museum, Wien
- Meerjungfraubrunnen, Herderpark, Wien
- Relief Frauenakt, Holz, 20 × 57 cm[4]